# أندرو جي. هارلان
أندرو جي. هارلان هو محامي وسياسي أمريكي، ولد في 29 مارس 1815 في ويلمنغتون في الولايات المتحدة، وتوفي في 19 مايو 1907 في سافانا في الولايات المتحدة. نشط حزبياً في الحزب الديمقراطي. وقد انتخب عضو مجلس نواب ولاية ميزوري ‏ وانتخب عضو مجلس نواب إنديانا ‏ وانتخب عضو مجلس النواب الأمريكي.